# Clitoria nervosa
Clitoria nervosa är en ärtväxtart som beskrevs av Theodor Carl Karl Julius Herzog. Clitoria nervosa ingår i släktet Clitoria, och familjen ärtväxter. Inga underarter finns listade i Catalogue of Life.